# Grzegorz Sandomierski
Grzegorz Sandomierski (Aussprache: [ˈɡʐɛɡɔʐ sandɔˈmʲɛrski]) (* 5. September 1989 in Białystok, Polen) ist ein ehemaliger polnischer Fußballspieler auf der Position eines Torwarts, der nach seinem Karriereende als Aktiver als Torwarttrainer tätig wurde.

## Karriere

### Verein
Grzegorz Sandomierski spielt auf der Position des Torhüters. Der 1,96 m große Spieler durchlief alle Jugendmannschaften von Jagiellonia Białystok und schaffte 2006 den Sprung in die 2. Mannschaft des Vereins, wurde aber zur Rückrunde der Saison 2006/07 an die 2. Mannschaft von Lech Posen ausgeliehen. Nach seiner Rückkehr zu Jagiellonia, absolvierte er in der Saison 2007/08 fünf Spiele in der Ekstraklasa. Die Hinrunde der Saison 2008/09 fiel er verletzt komplett aus und wurde Anfang 2009 an Ruch Wysokie Mazowieckie ausgeliehen, wo er 15 Spiele in der 3. polnischen Liga machte. In der Saison 2009/10 blieb Sandomierski insgesamt 564 Minuten ohne Gegentor in der Ekstraklasa, was Vereinsrekord ist. Seit der Saison war er nach beeindruckenden Leistungen die Nummer eins im Tor von Jagiellonia Białystok. Im August 2011 verließ Sandomierski die Ekstraklasa und wechselte zum belgischen Meister KRC Genk, um dort den zu Atlético Madrid abgewanderten Thibaut Courtois zu ersetzen. Die Ablösesumme soll dabei ungefähr 1,6 Millionen Euro betragen haben.
Jedoch konnte der Polen dort nicht allzu sehr überzeugen und sich nicht gegen den ungarischen Stammtorhüter László Köteles durchsetzen und wurde so in der Winterpause wieder zu seinem alten Verein Jagiellonia Białystok ausgeliehen. Nach seiner Rückkehr im Sommer 2012, wurde er Ende August für die Saison 2012/13 an den englischen Zweitligisten Blackburn Rovers ausgeliehen, die sich zudem eine Kaufoption sicherten. Für die Rovers absolvierte Sandomierski lediglich acht Ligaspiele und wurde nach Ablauf der Saison nicht verpflichtet. Der KRC Genk verlieh ihn für ein weiteres Jahr. Diesmal an den kroatischen Rekordmeister Dinamo Zagreb. Allerdings war er auch hier nur zweiter Torhüter und kehrt zur Saison 2014/15 nach Belgien zum KRC Genk zurück.

### Nationalmannschaft
In der A-Nationalmannschaft debütierte Grzegorz Sandomierski beim 2:2-Unentschieden gegen Bosnien-Herzegowina am 10. Dezember 2010. Bislang spielte er dreimal für die polnische Fußballnationalmannschaft.

## Erfolge
- Kroatischer Meister (2014)
- Polnischer Pokalsieger (2010)
- Polnischer Supercupsieger (2010 und 2014)
- Entdeckung der Saison in der Ekstraklasa (2010)
- Rumänischer Meister: 2021
- Rumänischer Supercup-Sieger: 2020